# فرانكو كوتشينوتا
فرانكو كوتشينوتا (بالإيطالية: Franco Cucinotta)‏ (من مواليد 22 يونيو 1951 بمدينة نوفارا دي سيشيليا، إيطاليا) هو لاعب كرة قدم إيطالي سابق في مركز الهجوم. لعب طوال مسيرته الكروية في دوري السوبر السويسري، ولعب دورا مهماً مع نادي زيورخ السويسري خلال سبعينات القرن الماضي. حيث فاز معهم بلقب الدوري ولقب الهداف كذلك.
فاز في موسم 1976–77 بلقب هداف دوري أبطال أوروبا مع نادي زيورخ، حيث سجل 5 أهداف كان كفيلة بوصول الفريق إلى دور نصف النهائي.

## روابط خارجية
- فرانكو كوتشينوتا على موقع قاعدة بيانات كرة القدم.إي يو (الإنجليزية)
- فرانكو كوتشينوتا على موقع عالم كرة القدم.نت (الإنجليزية)